# Chantrigné
Chantrigné é uma comuna francesa na região administrativa da Pays de la Loire, no departamento de Mayenne. Estende-se por uma área de 18,62 km². Em 2010 a comuna tinha 627 habitantes (densidade: 33,7 hab./km²).